# Metrioptera buyssoni
Metrioptera buyssoni är en insektsart som först beskrevs av Félicien Henry Caignart de Saulcy 1887.  Metrioptera buyssoni ingår i släktet Metrioptera och familjen vårtbitare. Inga underarter finns listade i Catalogue of Life.